# Bim Sherman
Bim Sherman, de son vrai nom Jarret Lloyd Vincent, né en 1950 à Westmoreland (Jamaïque) et décédé le 17 novembre 2000 à Londres (Royaume-Uni), est un chanteur, auteur et producteur jamaïcain. Il est connu sous divers noms : Jarrett Tomlinson, Jarrett Vincent, Lloyd Vincent, J.L. Vincent, Bob West, Bim Shieman et Lloyd Tomlinson. 

## Biographie
Avant de se lancer dans une carrière musicale, il fut successivement pêcheur et électricien. Ses débuts voient l'enregistrement de One hundred years in Babylon au studio Federal, sous la houlette de Sid Bucknor. Il a alors 18 ans. Mais Bim Sherman a soif d'indépendance. Il économise donc pour produire lui-même ses disques, allant par la suite jusqu'à les vendre lui-même dans la rue. Il utilise fréquemment le même riddim pour faire deux chansons différentes par souci d'économies. Il faut attendre la fin de 1976 et le début de 1977 pour voir les titres Mighty Ruler et Ever Firm, sortir sur ses labels Scorpio et Red Sea. En 1978, dix de ses singles sont compilés sur le LP Love Forever sorti en Angleterre. Il connaît un succès local et Randy’s ou Joe Gibbs cherchent à l’enregistrer sans succès. En 1979 suit l'album Lovers Leap Showcase. C'est aussi l'année où il décide de tenter sa chance au Royaume-Uni. Il y rencontre Adrian Sherwood, qui possède le label On-U-Sound. Ce dernier apprécie beaucoup le travail de Sherman et décide de travailler avec lui. S'ensuit une longue collaboration. En 1982 sortent Across The Red Sea et War Of Words.

## Discographie

### Albums
- 1979 - Lovers Leap Showcase
- 1981 - 35 Years From Alpha (Headley Benett & Bim Sherman)
- 1982 - Across the Red Sea

- 1982 - In A Rub A Dub Style (Bim Sherman Meets Horace Andy And U Black)
- 1982 - War Of Words (Singers & Players Featuring Bim Sherman)
- 1984 - Danger
- 1986 - Haunting Ground
- 1988 - Ghetto Dub
- 1989 - African Rubber Dub, Vol. 2
- 1990 - Haunting Ground
- 1996 - Miracle

- 1997 - It Must Be a Dream (version dub de Miracle)
- 1998 - What Happened

- 1999 - Ghetto Dub
- 1999 - Voluntary
- 2000 - Rub-A-Dub

### Compilations
- 1986-90 - Crucial Cuts Vol 1
- 1979-84 - Crucial Cuts Vol 2
- 1974-79 - Love Forever
- 197X-8X - Taken Off